# Lliga camerunesa de futbol
La Lliga camerunesa de futbol (MTN Elite one o Première Division de Camerun) és la màxima competició futbolística del Camerun, organitzada per la Fédération Camerounaise de Football. Va ser creada l'any 1960.

## Història
Els primers equips de futbol del Camerun van ser creats a Douala, després de la Primera Guerra Mundial, per Charles Lalanne. Més tard aparegueren clubs a Yaoundé i al sud del Camerun.
El primer campionat es disputà l'any 1933. La temporada 1936-37 es disputà la tercera edició i fou guanyada per Caïman de Douala. Es disputaven diversos campionats territorials, i una fase final amb representats de les diverses lligues regionals. Dels resultats coneguts, Caïman Douala guanyà les edicions de 1940-41, 1942-43, 1947-48, 1948-49, 1950-51, 1951 i 1954-55. Diamant Yaoundé guanyà l'edició de 1955-56.
Fins al maig de 1972, hi havia lligues separades per al Camerun Oriental francòfon (els guanyadors dels quals es consideraven campions nacionals) i el Camerun Oriental anglòfon (sobre el qual es disposa de poques dades; les principals ciutats a la zona inclouen Bamenda, Buea, Kumba, Mamfe, Mutengene i Tiko). Els equips d'ambdues parts del país només es van trobar en el torneig de la copa nacional.

## Historial
Font:
- 1960:  Oryx Douala (1)
- 1961:  Oryx Douala (2)
- 1962:  Caïman de Douala (1)
- 1963:  Oryx Douala (3)
- 1964:  Oryx Douala (4)
- 1965:  Oryx Douala (5)
- 1966:  Diamant Yaoundé (1)
- 1967:  Oryx Douala (6)
- 1968:  Caïman de Douala (2)
- 1969:  Union Douala (1)
- 1970:  Canon Yaoundé (1)
- 1971:  Aigle Nkongsamba (1)
- 1972:  Léopards Douala (1)
- 1973:  Léopards Douala (2)
- 1974:  Canon Yaoundé (2)
- 1975:  Caïman de Douala (3)
- 1976:  Union Douala (2)
- 1977:  Canon Yaoundé (3)
- 1978:  Union Douala (3)
- 1979:  Canon Yaoundé (4)
- 1980:  Canon Yaoundé (5)
- 1981:  Tonnerre Yaoundé (1)
- 1982:  Canon Yaoundé (6)
- 1983:  Tonnerre Yaoundé (2)
- 1984:  Tonnerre Yaoundé (3)
- 1985:  Canon Yaoundé (7)
- 1986:  Canon Yaoundé (8)
- 1987:  Tonnerre Yaoundé (4)
- 1988:  Tonnerre Yaoundé (5)
- 1989:  Racing FC Bafoussam (1)
- 1990:  Union Douala (4)
- 1991:  Canon Yaoundé (9)
- 1992:  Racing FC Bafoussam (2)
- 1993:  Racing FC Bafoussam (3)
- 1994:  Aigle Nkongsamba (2)
- 1995:  Racing FC Bafoussam (4)
- 1996:  Unisport de Bafang (1)
- 1997:  Coton Sport Garoua (1)
- 1998:  Coton Sport Garoua (2)
- 1999:  Sable Batié (1)
- 2000:  Fovu Baham (1)
- 2001:  Coton Sport Garoua (3)
- 2002:  Canon Yaoundé (10)
- 2003:  Coton Sport Garoua (4)
- 2004:  Coton Sport Garoua (5)
- 2005:  Coton Sport Garoua (6)
- 2006:  Coton Sport Garoua (7)
- 2007:  Coton Sport Garoua (8)
- 2008:  Coton Sport Garoua (9)
- 2009:  Tiko United FC (1)
- 2010:  Coton Sport Garoua (10)
- 2011:  Coton Sport Garoua (11)
- 2012:  Union Douala (5)
- 2013:  Coton Sport Garoua (12)
- 2014:  Coton Sport Garoua (13)
- 2015:  Coton Sport Garoua (14)
- 2016:  UMS de Loum (1)
- 2017:  Eding Sport FC (1)
- 2018:  Coton Sport Garoua (15)
- 2019:  UMS de Loum (2)
- 2020:  PWD Bamenda (1)[a]
- 2021:  Coton Sport Garoua (16)
- 2022:  Coton Sport Garoua (17)
- 2023:  Coton Sport Garoua (18)
- 2024:  Victoria United (1)